# João Esteves da Veiga
João Esteves da Veiga foi um nobre português.

## Família
João Esteves chamou-se da Veiga por seu pai ter o Senhorio de toda a Veiga de Santa Maria, apelido que perdurou nos seus descendentes. Dizem que era filho de Leonardo Esteves, Vassalo de D. Afonso IV de Portugal, 1.º Senhor de Coja, Penela, e de toda a Veiga de Santa Maria, Senhorio de que proveio o apelido da Veiga a esta família, e de sua mulher D. Margarida Anes de Meneses, filha aparentemente bastarda, pois não consta a seu pai tal casamento, de D. João Afonso Telo de Meneses, 4.º Conde de Barcelos e 1.º Conde de Ourém, e de Teresa Sanches, mas deste matrimónio de Leonardo Esteves também se duvida, porque D. Pedro Afonso, 3.º Conde de Barcelos, seu contemporâneo, não dá tal filha, o que sugere poder ter sido bastarda. Leonardo Esteves houve, por este casamento, em dote, dois contos de libras da moeda então corrente, e, por se não lhe pagar logo, teve de tença em cada ano até ao fim do pagamento duzentas e quarenta mil libras. Quem foi o pai de Leonardo Esteves não está assente, pois uns querem que ele se chamasse João Esteves da Vacariça, de quem seria filho natural, havido de Catarina Esteves, mulher solteira, e outros que Estêvão de Anjou, Príncipe de Nápoles (1328 - ?), que veio casar em Portugal, filho de João de Anjou (1294 - 5 de Abril de 1336), Rei da Albânia, Conde de Gravina em 1315, Duque de Durazzo de 1333 a 1335, e de sua segunda mulher (14 de Novembro de 1321) Inês de Talleyrand-Périgord (c. 1300 - 1345), neto paterno do Rei Carlos II de Nápoles, e de sua mulher Maria, Princesa da Hungria e da Croácia, e neto materno de Hélio, Conde de Talleyrand-Périgord, e de sua segunda mulher Brunisenda de Foix, o que certos autores julgam falso. As alianças e os avultados dotes, no entanto, sugerem que pertencia a alta linhagem. Com direito ou sem ele, bisnetos de João Esteves da Veiga e de sua mulher Leonor Anes de Vasconcelos apelidaram-se de Nápoles, apelido que foi continuando até ao presente.

## Biografia
Rico-Homem, 1.º Senhor de Salvaterra de Magos, Montargil, Vila Nova de Monçarros e Vacariça, Fidalgo do Conselho de D. João I de Portugal, que, por lhe dever ainda metdade do dote de seu pai, lhe deu por tença, em cada ano, três contos e quinhentas mil libras da moeda corrente, a qual haveria enquanto não fosse acabado de pagar o referido dote.
Os da Veiga de Nápoles usaram as seguintes Armas: esquartelado, o 1.º e o 4.º de vermelho, com uma águia estendida de ouro, armada de prata (da Veiga), e o 2.º e o 3.º de prata, com três flores-de-lis de azul (de Nápoles); timbre: a águia do escudo. Os da Veiga de Vila Viçosa trazem: esquartelado, o 1.º de prata, com uma águia estendida de azul, o 2.º e o 3.º de vermelho, com uma cruz de prata, cantonada de quatro flores-de-lis de ouro, e o 4.º de prata, com três flores-de-lis de azul; timbre: a águia do escudo. Também se atribuem aos da Veiga de Nápoles as Armas dos de Alte. Em Portugal não se conhecem Armas privativas do apelido de Nápoles, se bem que alguns membros desta família tenham usado não as de Anjou-Sicília, com suas diferenças, mcomo deveriam se proviessem da linhagem real de Nápoles, mas as Armas puras dos antigos Reis de França, que são de azul, semeado de flores-de-lis de ouro. Oficialmente, nunca em Portugal se concederam Armas do apelido de Nápoles. Por este motivo, à falta de Armas próprias, cabem-lhe as dos Esteves: de prata, com uma flor-de-lis aberta de vermelho; timbre: a flor-de-lis do escudo. Também usam: de prata, com três flores-de-lis de azul; timbre: a flor-de-lis do escudo.

## Casamento e descendência
Casou com Leonor Anes de Vasconcelos, filha de D. João Rodrigues de Vasconcelos, Mordomo-Mor de D. Afonso IV de Portugal, e de sua mulher Constança Soares de Valadares, com descendência, mas D. Pedro Afonso, 3.º Conde de Barcelos, dá esta Leonor Anes de Vasconcelos por solteira: 
- Henrique Esteves da Veiga
- Catarina Anes da Veiga, casada com Pedro ou João Rodrigues Juzarte, Estribeiro do Infante D. Pedro de Portugal, 1.º Duque de Coimbra, filho do Rei D. João I de Portugal, do qual foi primeira mulher, com geração
- Margarida Anes da Veiga, casada primeira vez com Vasco Pimentel e casada segunda vez com Luís Pereira